# 촉촉한 오빠들
《촉촉한 오빠들》은 2015년 5월 25일부터 6월 22일까지 tvN에서 방영된 예능 버라이어티 프로그램이다.

## 시청률
| 2015년 | 2015년   | 2015년 | 2015년 |
| 회차   | 방송일자 | 시청률 |        |
| ------ | -------- | ------ | ------ |
| 1화    | 5월 25일 | 0.989% |        |
| 2화    | 6월 1일  | 0.820% |        |
| 3화    | 6월 8일  | 0.810% |        |
| 4화    | 6월 15일 | 0.644% |        |
| 5화    | 6월 22일 | 0.634% |        |